# Bewegungssehen
Das Bewegungssehen gehört zur visuellen Wahrnehmung und ist die Fähigkeit, Bewegung wahrzunehmen. Unsere Welt besteht aus Bewegung, aus Veränderungen von räumlichen Bezügen. Wir sehen jedoch nicht nur reale Bewegung, sondern auch Scheinbewegung.
Das Bewegungssehen begleitet uns im Alltag und ist wichtig, um sich in der Welt zurechtzufinden.

## Differenzierung von Bewegungssignalen
1. Retinale Bewegung: Wenn sich das Bild auf der Netzhaut verschiebt und nacheinander verschiedene Rezeptoren stimuliert werden, wird Bewegung wahrgenommen. Das Auge folgt dem Objekt dabei nicht. Je weiter das Objekt entfernt ist, desto geringer ist die retinale Verschiebung.
2. Augenbewegung: Bewegung wird wahrgenommen, obwohl das Bild an derselben Netzhautstelle bleibt, da das Objekt mit den Augen oder gar mit dem ganzen Kopf verfolgt wird. Dabei wird die eigene Bewegung und die des Objekts zueinander verrechnet.

Durch die Augenbewegung wird deutlich gemacht, dass Bewegung nicht nur durch eine Verschiebung auf der Retina erklärt werden kann.

### Weitere wichtige Komponenten beim Bewegungssehen
Körperempfindungen: Gleichfalls häufig bewegt sich der Mensch selbst, nicht aber seine Umgebung – Bäume und Häuser zum Beispiel stehen still, wenn der Mensch an ihnen vorbeigeht oder -fährt. Auch in solchen Fällen werden beim Vorbeigehen oder Vorbeifahren verschiedene Netzhautstellen durch diese stationären Objekte gereizt. Dennoch erleben wir nicht diese Gegenstände als bewegt, sondern uns selbst. Die Umwelt wird als stabil wahrgenommen, weil alle anderen Körperempfindungen vom Gehirn mit den visuellen Wahrnehmungen "verrechnet" werden und so als Ergebnis der unbewussten Beurteilung unterschiedlicher Sinneseindrücke der Schluss gezogen werden kann, dass sich nicht die Häuser um uns bewegen, sondern wir selbst in Bewegung und einer subjektiven Lokalisation unterworfen sind.
Die Erfahrung: Neben den diversen Körperempfindungen bewirkt auch die Erfahrung (unser erworbenes Wissen darüber, dass sich nicht die Häuser, sondern nur wir selbst uns bewegen können), dass man sich selbst als bewegt erlebt. Mit der Zeit lernt man zudem, dass Gegenstände, die weiter weg sind, kleiner erscheinen, als solche, die uns näher sind. So kann man feststellen, dass sich beispielsweise ein Auto auf einen zu bewegt, wenn es immer größer wird.

## Funktionen der Bewegungswahrnehmung
Dass wir Bewegung sehen können, ist eine äußerst wichtige Fähigkeit. Sowohl für Tiere als auch für Menschen ist das Bewegungssehen lebensnotwendig.
1. Gefahren erkennen: durch das Wahrnehmen von Bewegung erkennen Tiere, wenn sich ein Angreifer auf sie zu bewegt. Auch den Menschen kann es vor Gefahren schützen. Der Mensch kann beispielsweise die Bewegung von vorbeirasenden Autos oder fallenden Gegenständen sehen und daraufhin reagieren.[1]
2. Aufmerksamkeit erzeugen: durch das Sehen von Bewegung wird die Aufmerksamkeit auf das Objekt gerichtet. Befindet man sich beispielsweise in einer großen Gruppe, kann man durch Winken auf sich aufmerksam machen.
3. Objekte erkennen: durch Bewegung kann sich ein Objekt von seinem Hintergrund abheben oder hilft dabei, dass dessen Form besser erkennbar wird.
4. Informationen über Umwelt: da wir Bewegung sehen können, erhalten wir wichtige Informationen über unser Umfeld. Gesten geben beispielsweise Hinweise zur Intensität eines Gesprächs.[3] Es kann zudem auch in der Interaktion mit der Umwelt hilfreich sein. Eine auf uns zukommende Hand können wir als Angebot des Händeschütteln erkennen und dadurch unsere Bewegung anpassen und ebenfalls die Hand ausstrecken.[4]
5. Räumliche Wahrnehmung: unser Gehirn nutzt die Bewegungsinformation zudem zur räumlichen Wahrnehmung. Bekanntes Beispiel dafür ist die Bewegungsparallaxe.[1]

## Real- und Scheinbewegung
Unter Scheinbewegung versteht man im weiteren Sinne die Wahrnehmung von Bewegung bei Objekten, die sich im physikalischen Sinne nicht wirklich bewegen. Im engeren Sinne ist damit die Stroboskopische Bewegung gemeint. Dabei handelt es sich um die Bewegungswahrnehmung bei Betrachtung einer Folge von leicht variierten Einzelbildern. Eine recht große Bedeutung im hat diese durch den Film bekommen: Es werden Bilder in rascher Sequenz dargeboten – meist 24 bis 30 verschiedene Einzelbilder pro Sekunde. Auf diesen Bildern abgebildete Bewegungen erscheinen realistisch. Im weiteren Sinne werden auch andere Bewegungstäuschungen als Scheinbewegung bezeichnet, beispielsweise die scheinbar vorbeifliegenden Landschaft beim Blick aus dem Zugfenster.

## Bewegungsmuster
Für die Erforschung des Bewegungssehens seit Helmholtz hat die Entwicklung von geeigneten Bewegungsmustern eine zentrale Rolle gespielt. Traditionell wurden hierfür Lichtbündel mittels bewegbarer Spiegel gelenkt und Oszilloskope eingesetzt. Heute werden experimentelle Bewegungsmuster fast nur noch als Scheinbewegung mit Computern erstellt, obwohl bekannt ist, dass das menschliche Auge bei bis zu 300 Bildern pro Sekunde unterschiedlich auf Scheinbewegungen und kontinuierliche Bewegungen reagiert. Bekannte Bewegungsmuster sind Juleszmuster, Summierungen von Gaussischer blobs oder Punktmuster (z. B. biologische Bewegung).

## Erklärungen zur Bewegungswahrnehmung

### Gibsons ökologische Wahrnehmungstheorie
James Jerome Gibson entwickelte eine ökologische Wahrnehmungstheorie. Diese befasst sich mit den Informationen aus der Umgebung, die für die Wahrnehmung genutzt werden. Unter dem Begriff optisches Feld bezeichnet Gibson die Informationen in der Umwelt, einer Struktur aus Konturen, Oberflächen und Texturen des Umfeldes. Ihm galt es zu fragen wie Bewegungen des Beobachters dieses optische Feld verändern.
Bewegung wird laut Gibson durch eine lokale Störung wahrgenommen, die entsteht, wenn das bewegte Objekt im optischen Feld verschiedene Teile nacheinander verdeckt und wieder aufdeckt.
Man kann Bewegung sehen, wenn man dem bewegenden Objekt mit den Augen folgt und es zu einem stationären Bild auf der Netzhaut führt oder wenn die Augen stationär sind und es zu einer Bildverschiebung auf der Netzhaut kommt. In beiden Fällen tritt nämlich eine lokale Störung im optischen Feld auf.
Blickt man mit den Augen jedoch von links nach rechts umher kommt es zu einer Verschiebung auf der Netzhaut, obwohl sich eigentlich kein Objekt bewegt. Es handelt sich laut Gibson dabei um einen sogenannten globalen optischen Fluss. Blickt man in einem Zimmer von links nach rechts, bewegen sich die Gegenstände wie Schrank, Tisch oder Stuhl von rechts nach links. Dieser optische Fluss zeigt, dass sich die Umwelt nicht bewegt und wir auch keine Bewegung wahrnehmen.
Laut Gibson erhält man also direkt aus der Umwelt Informationen über die Bewegung oder Nicht-Bewegung eines Objektes. Wahrnehmung und Umwelt stehen in einem engen Zusammenhang. Für ihn bestimmt also nicht die retinale Verschiebung die Bewegungswahrnehmung, sondern Ereignisse im optischen Feld. Wir sehen Bewegung dann, wenn sich etwas in unserem optischen Feld relativ zum Gesamten bewegt. Wenn sich dieses optische Feld jedoch als Ganzes bewegt, wie beim Umherschauen im Raum oder still steht, nehmen wir keine Bewegung wahr.

### Reichardt-Detektor
Im Gegensatz zu Gibsons ökologischem Ansatz haben Bernhard Hassenstein und Werner Reichardt Bewegungssehen auf der neuronalen Ebene betrachtet. Der Reichardt-Detektor sorgt dafür, dass durch eine Bewegung in eine bestimmte Richtung es zum Feuern eines Neurons kommt. Der Detektor wird dann angeregt, wenn ein Reiz zuerst am Ort A und dann kurze Zeit später am Ort B eintrifft. Der Detektor kann aber auch gehemmt werden. Dies geschieht, wenn sich der Reiz in umgekehrter Richtung bewegt. Dieses Modell kann auch zur Erklärung von Scheinbewegungen herangezogen werden.

### Reafferenzprinzip
Das Reafferenzprinzip von Erich von Holst und Horst Mittelstaedt betrachtet insbesondere die Augenbewegung. Sie erklären Bewegungssehen an den folgenden Signalen:
1. Signal für retinale Bildverschiebung (SRB): wenn der Blick stationär ist und sich ein Objekt im Blickfeld bewegt
2. Motorisches Signal (MS): sorgt dafür, dass man einem bewegten Objekt mit den Augen folgt, da ein Signal vom Gehirn an die Augenmuskeln versendet wurde
3. Efferenzkopie (E): dabei handelt es sich um eine Kopie des motorischen Signals, diese anstatt an die Augenmuskeln, an andere Bereiche im Gehirn gesendet wird

Nach dem Reafferenzprinzip wird Bewegung nur dann wahrgenommen, wenn der Komparator (eine neuronale Struktur im Gehirn, die als Vergleichsinstanz dient) entweder lediglich eine Efferenzkopie oder lediglich ein retinales Bildverschiebungssignal empfängt. Ist dies der Fall, wird ein Bewegungssignal an den Kortex gesendet und es wird Bewegung wahrgenommen. Erhält der Komparator jedoch beide Signale, kompensieren sie sich, der Kortex erhält kein Bewegungssignal und es wird keine Bewegung wahrgenommen. Mit diesem Prinzip kann unser Sehsystem zwischen der Eigenbewegung (insbesondere der Augenbewegung) und der Fremdbewegung unterscheiden.

## Bewegungswahrnehmung im Gehirn
Eine wichtige Rolle spielen für das Bewegungssehen das MT-Areal im mittleren Kortex sowie das MST-Areal im medialen superioren temporalen Kortex. Man geht davon aus, dass das MT-Areal vor allem für die Verarbeitung von Bewegungsinformationen relevant ist. Ein Beispiel für die Wichtigkeit des MT-Areals zeigt sich, wenn dieses Areal zerstört wird, wie es bei Aktinetopsie der Fall ist. Betroffene haben dann nicht mehr die Fähigkeit Bewegung wahrzunehmen. Man spricht deshalb auch von Bewegungsblindheit. Alltägliches Handeln wie das Eingießen einer Tasse werden unmachbar, da die Flüssigkeit unbewegt gar wie gefroren scheint.